# عجوقة زاخوية
عجوقة زاخوية (الاسم العلمي:Ajuga zakhoensis) هي نوع من النباتات تتبع جنس العجوقة من الفصيلة الشفوية. سمي هذا النوع نسبة لمدينة زاخو في كردستان العراق.